# 젠더비판적 여성주의

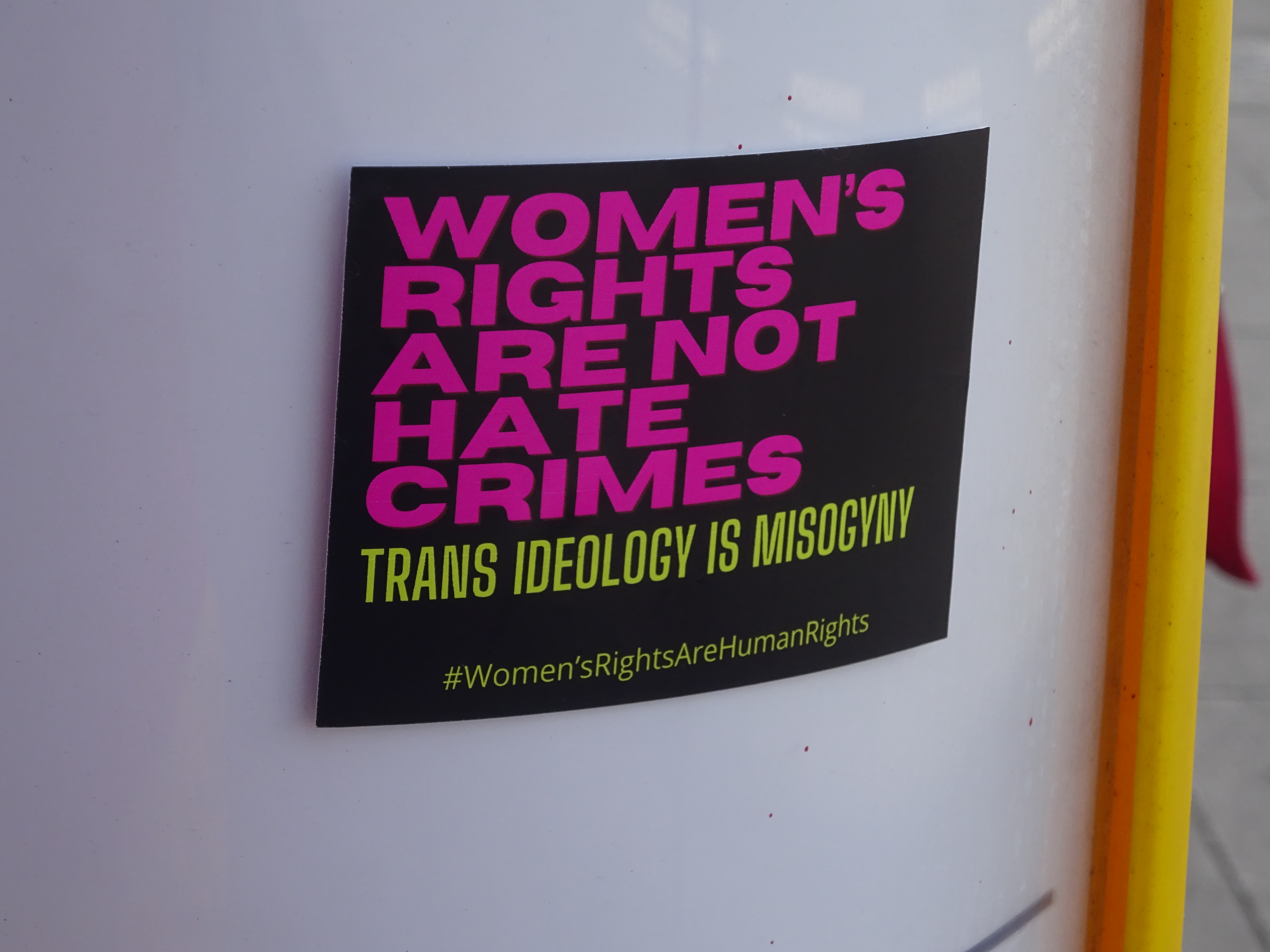

젠더비판적 여성주의(영어: gender-critical feminism, trans-exclusionary radical feminism, TERFism)는 “젠더 이데올로기”를 반대하는 여성주의 이념 또는 운동으로서, 젠더 정체성 개념과 트랜스젠더 권리, 특히 성별 자기식별을 반대한다.
젠더비판적 여성주의자들은 성(sex)이란 생물학적이고 불변하는 것이며, 젠더란 허구적인 것이고 본질적으로 억압적인 것이라고 생각한다. 그들은 트랜스젠더라는 개념 자체를 인정하지 않기 때문에 여러 성소수자 권리 단체나 다른 여성주의자들과 갈등을 빚고 있다.
젠더비판적 여성주의는 원래 미국에서 시작되었으나 미국에서는 아직 주변적 위치에 머무르고 있고, 영국에서 굉장한 지지세를 얻어 영국이 사실상 이념적 중심지가 되었다. 유럽 평의회는 결의안 제2417호에서 젠더비판적 여성주의가 헝가리, 폴란드, 러시아, 튀르키예, 영국 및 다른 나라들에서의 성소수자 권리에 대한 치명적인 공격, 그리고 젠더론 반대운동과 연결되어 있다고 주장했다.

## 같이 보기
- 젠더론 반대운동
- 문화 여성주의
- 분할통치
- 여성주의와 성전환
- 희생양
- 트랜스여성혐오
- 트랜스포비아
- 여성으로 태어난 여성